# Sławomir Rawicz
Sławomir Rawicz (Varsavia, 1º settembre 1915 – Nottingham, 5 aprile 2004) è stato un ufficiale e scrittore polacco, autore del libro Tra noi e la libertà, che narra la sua fuga da un gulag siberiano.

## Biografia
Sławomir Rawicz fu un tenente dell'esercito polacco catturato dall'NKVD sovietico nel corso della campagna di Polonia. Imprigionato e condannato a 25 anni di lavori forzati in Siberia, nel 1941 decise di provare a fuggire a piedi insieme ad altri 5 uomini. Attraversando il deserto del Gobi, il Tibet e l'Himalaya, riuscì a raggiungere l'India inglese dopo 6.500 km e 11 mesi di cammino.
Dopo la guerra, non potendo rientrare nella Polonia ormai al di là della Cortina di ferro, si trasferì a Sandiacre, in Inghilterra.
Secondo un rapporto della BBC, supportato da alcuni archivi sovietici, Rawicz non è mai fuggito percorrendo la via descritta nel suo libro, bensì venne trasportato dai russi in Iran in seguito ad un'amnistia generale di polacchi.

## Citazioni e omaggi
- Nel 2010 il regista australiano Peter Weir si ispirò al libro di Rawicz per girare il film The Way Back.

## Opere
- Tra noi e la libertà, Editrice Corbaccio, 1999,  pp. 276, ISBN 88-7972-349-9.